# 政野光伯
政野 光伯（まさの みつのり、1962年7月28日 - ）は、NHKの元チーフアナウンサーで現在嘱託職。

## 人物
山梨県立甲府南高等学校を経て明治大学卒業後、1986年入局。長くスポーツアナウンサーとして数多くの競技の実況に携わってきた。好きな食べ物は中華料理など辛味の効いたもの。
2022年度に東京アナウンス室へ異動してからは、2021年度に在籍していた甲府放送局への出張頻度が非常に多く、甲府放送局公式Twitterでも紹介されている。
2022年7月末日付で60歳定年を迎えたが、現在嘱託職（再雇用）として活動している。以後も東京から近い各局（甲府放送局の他、水戸放送局、長野放送局など）でしばしば応援要員として行くことが多く、それぞれの局でお昼のニュースを担当した際に、『列島ニュース』でもとりあげられるため、あらゆる局から登場している。

## 担当番組
太字は、担当中の番組

### 山形放送局時代
- ニュース、中継、リポートほか

### 金沢放送局時代
- ニュース、中継、リポートほか

### 大阪放送局時代（1度目）
- ニュース、中継、リポートほか

### 東京アナウンス室時代（1度目）（2000年度 - 2001年7月）
- NHKプロ野球
- 大相撲中継
- NHKニュースおはよう日本（土・日・祝日スポーツコーナー、2000年4月 - 2001年7月）

### 青森放送局時代
- あっぷるワイド（編集責任者）
- NHKニュースおはよう青森
- 情報ランチ（どすこい相撲塾担当）
- 青森発ラジオ深夜便（2007年2月23日にアンカーを務めた）
- 放送部副部長（アナウンス統括）
- 青森局制作番組の編集責任者
- 青森県のニュース・中継・リポート

### ラジオセンター
- スポーツジョッキー（ラジオのプロ野球中継が早く終了した際に放送される番組、ラジオセンター）
- その他スポーツ番組を主としたディレクター業務（ラジオセンター）

### 長野放送局時代（2010年度 - 2015年6月）
- ゆる～り信州（パーソナリティー）
- 2011年3月の東北地方太平洋沖地震発生後、かつて勤務していた青森局に応援で派遣され、災害情報を中心にローカルニュースを担当した。
- 長野県のニュース・中継・リポート

### 大阪放送局時代（2度目）（2018年7月 - 2021年6月）
- 関西ラジオワイド（木曜・金曜パーソナリティ）
- 関西のニュース

### 甲府放送局時代（2021年7月 - 2022年3月）
- 山梨県内のニュース、中継、リポートほか

### 東京アナウンス室（2度目）（2022年度 - ）
- ラジオ第1
  - マイあさ!（土日祝：2022年4月9日 - ） - 午前5時、午前6時のニュースリーダー
  - NHKけさのニュース（土日祝：2022年4月9日 - ）
    - 午前9時 - 11時の全国ニュース（土日祝）・午前9時55分の関東甲信越ニュース気象情報（土祝）

  - ニュース（金曜日日勤）
  - 信州845（長野放送局への応援）
  - お好み845（広島放送局への応援、2024年1月15日）